# Adam Gemili
Adam Gemili (Londres, 6 de outubro de 1993) é um velocista britânico, campeão mundial de atletismo no revezamento 4x100 m em Londres 2017, junto com os compatriotas CJ Ujah, Danny Talbot e Nethaneel Mitchell-Blake. Além de vários títulos europeus no revezamento, também foi campeão mundial júnior dos 100 m rasos em Barcelona 2012.